# Raiateakakariki
De raiateakakariki (Cyanoramphus ulietanus) is een vogel uit de familie Psittaculidae (papegaaien van de Oude Wereld). Het is een uitgestorven, endemische vogelsoort van Raiatea, een oceanisch eiland van Frans-Polynesië. De vogel werd in 1788 door Johann Friedrich Gmelin als aparte soort beschreven. In 1773 werden twee specimens verzameld tijdens de tweede reis van James Cook, een ligt in een museum in Wenen en een in Tring. Daarna is niets meer over deze parkiet vernomen.

## Beschrijving
De Raiateakakariki was gemiddeld 25 centimeter lang. Zijn kop was chocoladebruin, bleker op de nek, romp en vleugels. De snavel had een bleke blauwgrijze tint en een zwarte punt. De onderrug en staartdekveren vertoonden een bruine kleur. De ondervleugeldekveren en buitenste vliegrillen waren grijsblauw. De borst, buik en onderstaartdekveren waren olijfgeel. De middenachtervleugels waren olijfbruin en de buitenachtervleugels grijs. De irissen waren oranjerood bij adulten en bruin bij juvenielen. De poten waren grijsbruin. Mannetjes en vrouwtjes waren niet seksueel dimorf.

## Verspreiding en habitat
De Raiateakakariki was endemisch op Raiatea, het op één na grootste eiland van de Genootschapseilanden. Het was waarschijnlijk een bosbewonende soort, aangezien dit de inheemse habitat was op dit eiland.

## Status
De soort is vermoedelijk uitgestorven kort na zijn ontdekking in 1773. De oorzaken van de achteruitgang waren waarschijnlijk het verlies van habitat door boskap, de jacht en invasieve soorten.
Er zijn slechts twee museumexemplaren bekend. Erwin Stresemann (1950) en James Greenway (1958) suggereren 1773 of 1774. In 1979 beweerde de Nieuw-Zeelandse ornitholoog David G. Medway echter dat de twee exemplaren in november 1777 werden gevangen tijdens de derde rondreis van James Cook. Hij baseerde de bewering op de reisdagboekaantekeningen van Joseph Banks. De exemplaren bevinden zich in het Natural History Museum in Londen en in het Naturhistorisches Museum in Wenen.